# U-Bahn-Station Arne-Carlsson-Park
Arne-Carlsson-Park is een toekomstig metrostation in het district Alsergrund van de Oostenrijkse hoofdstad Wenen.